# Psychotria dudleyi
Psychotria dudleyi är en måreväxtart som beskrevs av Julian Alfred Steyermark. Psychotria dudleyi ingår i släktet Psychotria och familjen måreväxter. Inga underarter finns listade i Catalogue of Life.